# Peter Nottet
 Petrus Wilhelmus Frederikus Nottet (Den Haag, 23 september 1944) is een Nederlands voormalig langebaanschaatser.

## Loopbaan
Zijn grootste successen behaalde Nottet in de jaren zestig en het begin van de jaren zeventig van de twintigste eeuw. Tijdens de Olympische Winterspelen van 1968 te Grenoble won hij een bronzen medaille op de 5000 meter met 7.25,5, een tijd die hij nooit meer zou verbeteren. Tijdens het Wereldkampioenschap allround te Deventer in 1969 eindigde hij op de vierde plaats in het eindklassement en reed hij met 40,8 de snelste 500 meter die tot dat moment door een Nederlander op Nederlands ijs was gereden.
De uitzending op 8 februari 2004 van het televisieprogramma Holland Sport was aan hem besteed.

## Persoonlijke records
| Afstand     | Tijd    | Datum            | Baan     |
| ----------- | ------- | ---------------- | -------- |
| 500 meter   | 40,1    | 6 februari 1971  | Davos    |
| 1000 meter  | 1.21,2  | 19 januari 1971  | Davos    |
| 1500 meter  | 2.02,2  | 7 februari 1971  | Davos    |
| 3000 meter  | 4.19,9  | 15 januari 1971  | Inzell   |
| 5000 meter  | 7.25,5  | 15 februari 1968 | Grenoble |
| 10000 meter | 15.24,8 | 7 februari 1971  | Davos    |

## Resultaten
| jaar | NK Allround | EK Allround | WK Allround | Olympische Spelen                           |
| ---- | ----------- | ----------- | ----------- | ------------------------------------------- |
| 1963 | NC19e       |             |             |                                             |
| 1964 | 5e          | NC22e       |             | 5000m: 34e                                  |
| 1965 | 4e          | NC20e       | NC20e       |                                             |
| 1966 | 4e          |             | 12e         |                                             |
| 1967 | Brons       | 10e         | 9e          |                                             |
| 1968 | Zilver      | 14e         | 13e         | 500m: 30e · 1500m: 9e · 5000m: · 10000m: 8e |
| 1969 | 4e          | 8e          | 4e          |                                             |
| 1970 | 4e          | 15e         |             |                                             |
| 1971 | 5e          | 11e         | NC19e       |                                             |
| 1972 | 12e         |             |             |                                             |
| 1973 | NC13e       |             |             |                                             |

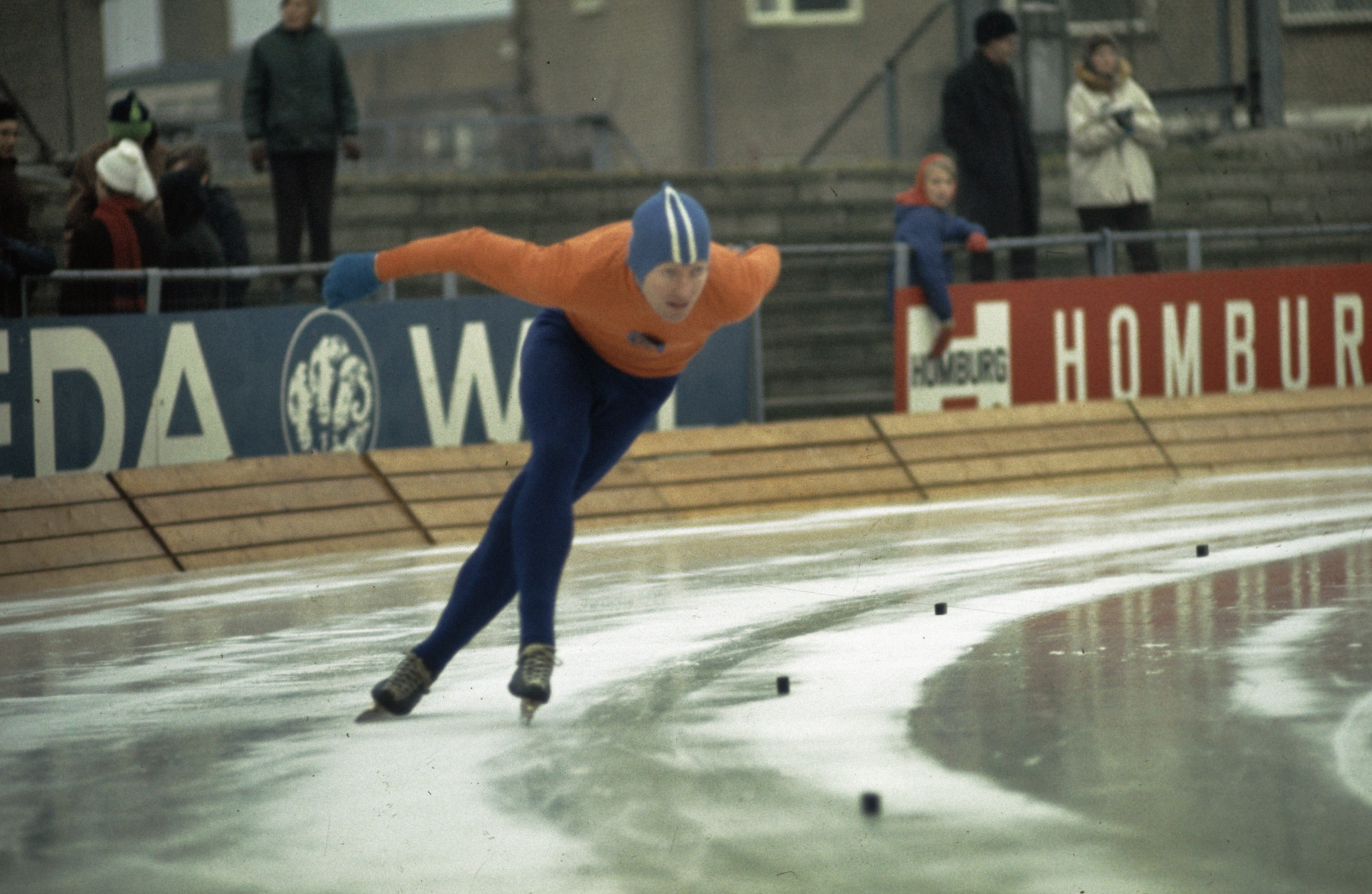
Peter Nottet (1968)

- NC: Niet gekwalificeerd voor de laatste afstand